# Omsagnsled
 For alternative betydninger, se Prædikat. (Se også artikler, som begynder med Prædikat)
 Denne artikel bør gennemlæses af en person med fagkendskab for at sikre den faglige korrekthed.

Prædikat betyder omsagnsled.
Et omsagnsled er lig med et andet led, enten grundled (subjekt) eller genstandsled (objekt).
Et omsagnsled står som regel i samme kasus som det led, det er lig. Denne regel har betydning i forbindelse med f.eks. tysk. 

## Subjektsprædikat
Omsagnsled til grundled (både grundleddet og omsagnsleddet står i nominativ)
- dansk: han er en god lærer
- tysk: er ist ein guter Lehrer
- men: dansk: Det er mig, som gjorde det
- dog: svensk: Det är jag, som gjorde det

## Objektsprædikat
Omsagnsled til genstandsled (både genstandsleddet og omsagnsleddet står i samme kasus, på tysk i akkusativ, på dansk i oblik kasus
- dansk: de kalder ham en god lærer
- tysk: sie nennen ihn einen guten Lehrer